# 야에지마촌
야에지마촌(八栄島村)은 야마가타현 히가시타가와군에 설치되었던 촌이다.